# Вале (Санта-Марія-да-Фейра)
Ва́ле (порт. Vale; МФА: [ˈva.ɫɨ]) — колишня парафія в Португалії, в муніципалітеті Санта-Марія-да-Фейра. Перебувала у складі округу Авейру.  Входила до регіону Північ. За старим адміністративним поділом, що був чинним до 1976 року, територія парафії належала провінції Берегове Дору.  Ліквідована 28 січня 2013 року. Увійшла до складу парафії Канеду, Вале і Віла-Майор. Площа парафії — 9,01 км², населення — 1903 ос. (2011), густота населення — 211,21 осіб/км²
. Патрон — Діва Марія. Поштовий індекс — 4520. Код  — 010930.

## Географія

Санта-Марія-да-Фейра (2013)
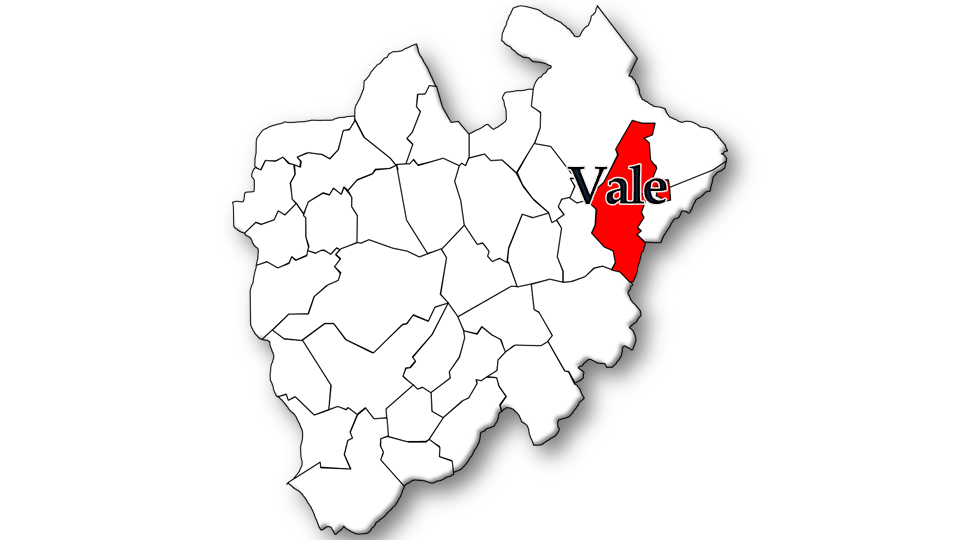
Вале

## Населення
| Кількість мешканців | Кількість мешканців | Кількість мешканців | Кількість мешканців | Кількість мешканців | Кількість мешканців | Кількість мешканців | Кількість мешканців | Кількість мешканців | Кількість мешканців | Кількість мешканців | Кількість мешканців | Кількість мешканців | Кількість мешканців | Кількість мешканців |
| ------------------- | ------------------- | ------------------- | ------------------- | ------------------- | ------------------- | ------------------- | ------------------- | ------------------- | ------------------- | ------------------- | ------------------- | ------------------- | ------------------- | ------------------- |
| 1864                | 1878                | 1890                | 1900                | 1911                | 1920                | 1930                | 1940                | 1950                | 1960                | 1970                | 1981                | 1991                | 2001                | 2011                |
| 1 019               | 835                 | 968                 | 1 006               | 1 087               | 1 267               | 1 471               | 1 494               | 1 800               | 2 003               | 2 237               | 2 172               | 1 867               | 2 138               | 1 903               |